# Beraea fontana
Beraea fontana is een schietmot uit de familie Beraeidae. De soort komt voor in het Nearctisch gebied.